# アルコベンダス盆栽博物館

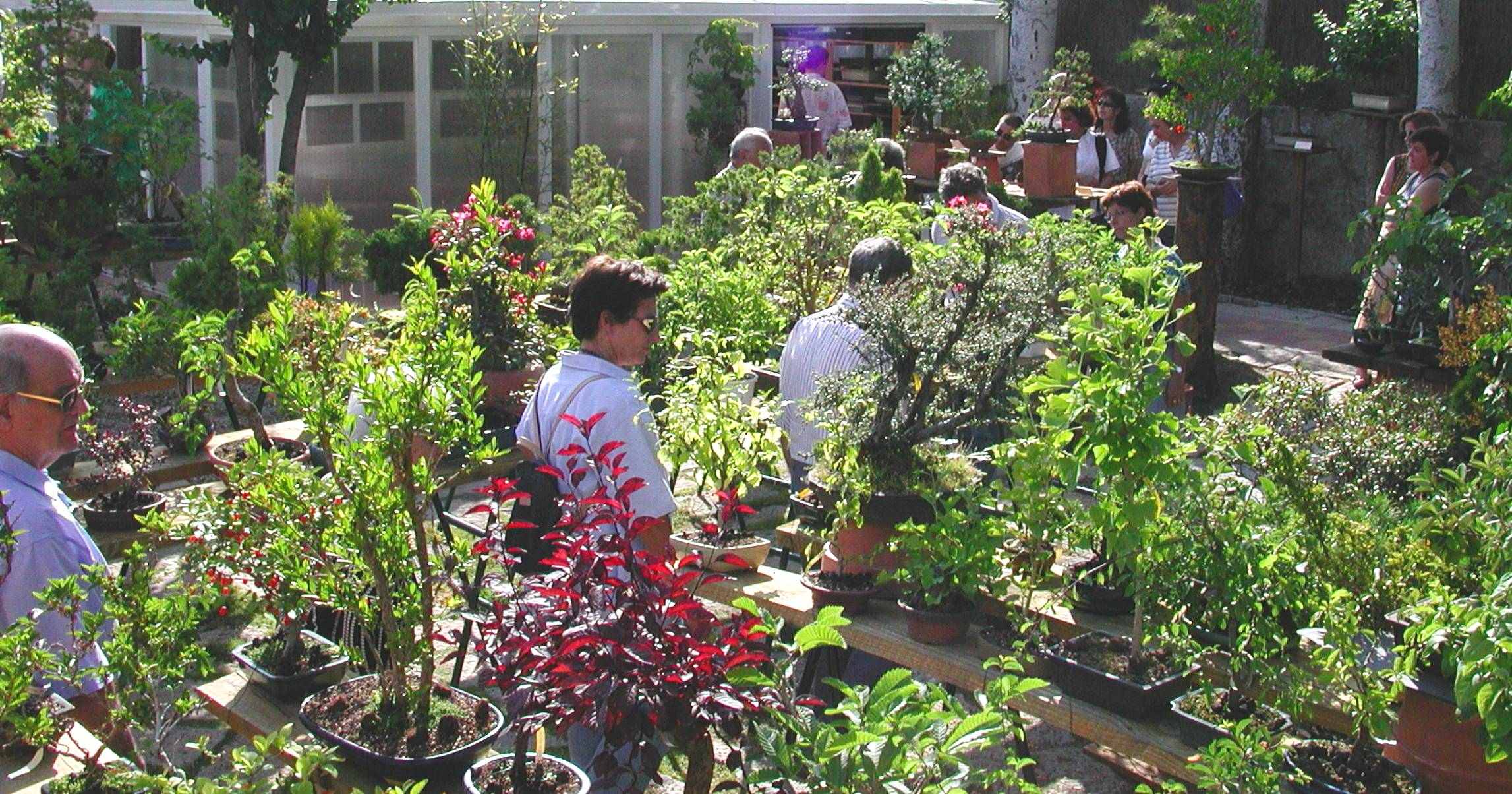
スペインの盆栽（マドリード盆栽コルメナール）

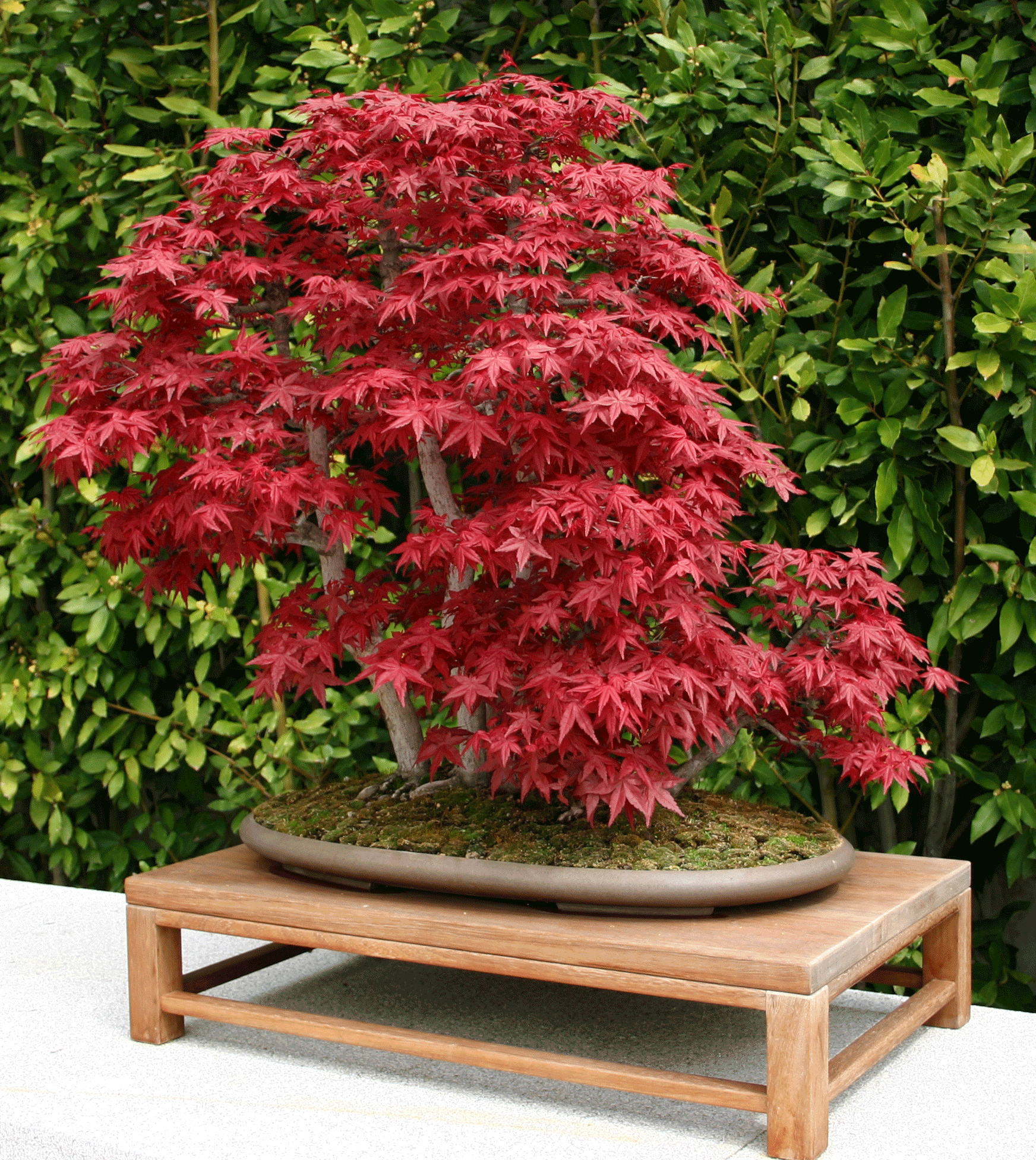
マドリード王立植物園に譲渡されたゴンサレス首相のコレクション

アルコベンダス盆栽博物館（スペイン語: Museo de Bonsái de Alcobendas, MBA）は、スペイン・マドリード州アルコベンダスにある盆栽の博物館。1995年開館。所蔵する盆栽の種類の豊富さと質の高さにおいて、日本国外では最高クラス、ヨーロッパ有数のコレクションを有する。

## 歴史
ヨーロッパにおいてスペインはイタリアに次いで盆栽の人気が高い国とされ、1983年に創設された国内最古のマドリード盆栽クラブ、カタルーニャ盆栽クラブ、アリカンテ盆栽クラブなど68団体、愛好家5,000人が存在する。2009年度に日本から他国にもっとも多く盆栽を輸出した都道府県は埼玉県であり、その埼玉県がもっとも多く輸出した国がスペイン（2,091本、35%）だった。
1985年にスペインを訪問した中曽根康弘日本国首相は、スペイン社会労働党(PSOE)のフェリペ・ゴンサレススペイン首相に盆栽を寄贈。これがきっかけでゴンサレス首相は盆栽収集を趣味とするようになった。ゴンサレス首相が同1985年に日本を公式訪問した際に夫人に盆栽が送られたことがきっかけであるとされることもある。ゴンサレス首相は1991年に日本を公式訪問した折、皇居の盆栽コレクションや大宮盆栽村などを見学している。ゴンサレスは首相官邸に数百点のコレクションを持ち、そのコレクションはスペイン盆栽界の第一人者であるルイス・バジェホが管理した。
バジェホが収集した作品などを基にして、1995年、マドリード州アルコベンダスのベガ公園の一角にアルコベンダス盆栽博物館が開設された。ゴンサレス首相は1996年の退任時に、マドリード王立植物園とアルコベンダス盆栽博物館に合わせて100点弱の盆栽を寄贈している。
2002年から隔年で、アルコベンダス盆栽博物館はアルコベンダス盆栽コンクール（ルイス・バジェホMBAスペイン盆栽コンクール）を主催している。また、盆栽の講習会、ワークショップ、講演会などを開催している。2014年には日本スペイン交流400周年記念事業の一環として第7回アルコベンダス盆栽コンクールが開催された。2015年1月13日には日本のバラエティ番組「所さんのニッポンの出番!」（TBS系列）でバジェホ館長とアルコベンダス盆栽博物館が紹介された。

## 作品
約900m2の展示スペース、ワークショップ、苗床、倉庫、教室などの施設で構成され、約300点の盆栽をコレクションしている。中曽根康弘日本国首相、竹下登日本国首相がフェリペ・ゴンサレススペイン首相に寄贈した盆栽もコレクションに含まれる。日本の盆栽家である木村正彦、加藤三郎、竹山浩、寺川穂積、小林國雄、今井千春、鈴木伸二、緒方主幹、森前誠二らの作品があり、ヨーロッパの盆栽家であるルイス・バジェホ（館長）、エラスモ・ガルシア、ガブリエル・ロメロ、フリオ・カノ、マリオ・コムスタ、サンドロ・セグネリなどの作品もある。
日本とスペインでは気候や植生が大きく異なるため、博物館に展示している作品に使用される植物はスペイン固有種が中心であり、果樹として広く栽培されているオリーブを用いた盆栽もある。かつてスペインでは盆栽に使用する親木の輸入制限が行われていたが、現在では日本産や中国産の親木の入手が容易になっており、マツやカエデなど東洋で見られる植物の盆栽も数多く展示している。